# Marijke Scholten
Maria Catharina (Marijke) Scholten  (Amsterdam, 16 mei 1946) is een Nederlands jurist en een voormalig politicus namens D66.
Scholten volgde het Montessorilyceum in Amsterdam, waar zij in 1964 eindexamen deed. Daarna studeerde zij Nederlands recht aan de Universiteit Utrecht, waar zij in 1971 afstudeerde.
Scholten werkte als advocaat (1971-1989), als rechter aan de arrondissementsrechtbank van Amsterdam (1989-1995) en als kantonrechter te Amsterdam (1995-2011). In 2002 werd zij tevens vicepresident van de arrondissementsrechtbank van Amsterdam, een functie die zij tot 2011 bekleedde.
Van 2011 tot 2015 was Scholten lid van de Eerste Kamer.
Scholten bekleedde een groot aantal nevenfuncties. Zo was zij secretaris van de Stichting "de Amsterdamsche Montessorischool" te Amsterdam (1982-1989), secretaris van de Stichting "Woudschoten" te Zeist (1991-1998), bestuurslid van de Nederlandse Stichting Gehandicapte Kind te Amsterdam (1994-1998) en voorzitter van deze stichting (1998-2002), lid van de Selectiecommissie Rechterlijke Macht, Raad voor de Rechtspraak, (2001-2009), lid van de Raad van Advies Stichting "Nieuwe Kerk" te Amsterdam (2002-2003) en voorzitter van deze stichting (2003-2009) en projectleider "mediation naast rechtspraak" bij de rechtbank van Amsterdam (2003-2006).
Scholten is lid van de Geschillencommissie KNSB (vanaf 2002), lid van de Geschillencommissie "Vereniging Rembrandt" (vanaf 2002), arbiter bij het Nederlands Arbitrage Instituut te Rotterdam (vanaf 2007), lid van de Raad van Toezicht van de Stichting "Zonnehuis Amstelland" te Amstelveen (vanaf 2007) en lid van de Raad van Toezicht van het ATAL Medisch Diagnostisch Centrum te Amsterdam (vanaf 2010).
Scholten is gehuwd en heeft drie kinderen uit een eerder huwelijk. Zij is een dochter van oud-minister van Justitie Ynso Scholten en een kleindochter van Paul Scholten.
- Parlement.com: vin2bf26jaru